# Барон Страткаррон
Барон Страткаррон из Бэнчора в графстве Инвернесс — наследственный титул в системе Пэрства Соединённого королевства. Он был создан 11 января 1936 года для либерального политика, сэра Иэна Макферсона, 1-го баронета (1880—1937). 26 апреля 1933 года для него уже был создан титул баронета из Драмалбана. 
По состоянию на 2024 год носителем титула являлся его внук, Иэн Дэвид Патрик Макферсон, 3-й барон (род. 1949), который сменил своего отца в 2006 году.
Нилл Макферсон, 1-й барон Драмалбин (1908—1987), был старшим сыном сэра Томаса Стюарта Макферсона (1876—1949) и племянником 1-го барона Страткаррона.

## Бароны Страткаррон (1936)
- 1936—1937: Джеймс Иэн Макферсон, 1-й барон Страткаррон (14 мая 1880 — 14 августа 1937), второй сын Джеймса Макферсона (1848—1922). Депутат Палаты общин от Росса и Кромарти (1911—1935), заместитель военного министра (1916—1919), главный секретарь Ирландии (1919—1920) и министр пенсий (1920—1922);
- 1937—2006: Дэвид Уильям Энтони Блит Макферсон, 2-й барон Страткаррон (21 января 1924 — 31 августа 2006), единственный сын предыдущего;
- 2006 — настоящее время: Иэн Давид Патрик Макферсон, 3-й барон Страткаррон (род. 31 марта 1949), старший сын предыдущего
  - Наследник: достопочтенный Рори Дэвид Алисдаир Макферсон (род. 15 апреля 1982), единственный сын предыдущего.